# Hadrovci (gmina Oštra Luka)
Hadrovci (cyr. Хадровци) – wieś w Bośni i Hercegowinie, w Republice Serbskiej, w gminie Oštra Luka. W 2013 roku liczyła 17 mieszkańców.